# Spelaeomysis quinterensis
Spelaeomysis quinterensis är en kräftdjursart som först beskrevs av Villalobos 1951.  Spelaeomysis quinterensis ingår i släktet Spelaeomysis och familjen Lepidomysidae. Inga underarter finns listade i Catalogue of Life.